# Operador lineal continuo
En análisis funcional y en relación con las áreas de las matemáticas, un operador lineal continuo o aplicación lineal continua es una continua transformación lineal entre espacios vectoriales topológicos .
Un operador entre dos espacios normados es un operador lineal acotado si y solo si es un operador lineal continuo.

## Propiedades
Un operador lineal mapea conjuntos continuos acotados a conjuntos acotados. Un funcional lineal es continua si y sólo si su núcleo está cerrado. Cada función lineal en un espacio de dimensión finita es continua.
Los siguientes son equivalentes: dado un operador lineal A entre espacios topológicos X e Y:
1. A es continua en 0 en X.
2. A es continua en algún momento  en X.
3. A es continua en todas partes en X.

La prueba utiliza el hecho de que la traducción de un abierto de un espacio topológico lineal es de nuevo un conjunto abierto, y la igualdad
{\displaystyle A^{-1}(D)+x_{0}=A^{-1}(D+Ax_{0})\,\!}
para cualquier conjunto D en Y y cualquier x 0 en X, lo cual es cierto debido a la aditivita de A.